# Église Notre-Dame-de-l'Assomption d'Annonay
 (mars 2018).
L'église Notre-Dame est érigée dans la commune d'Annonay, département de l'Ardèche en région Auvergne-Rhône-Alpes. Son architecture de style néo-romano-byzantin est l'œuvre des architectes Joannis Rey, Georges Allingry et Théodore Joly.
L'édifice est situé dans le centre historique d'Annonay, place des Forges. Elle remplace une autre église (désignée par le terme de collégiale dans cet article) du même vocable, qui était située place de la Liberté.

## Historique
Les documents cités dans la bibliographie de l'article permettent d'établir la chronologie suivante :

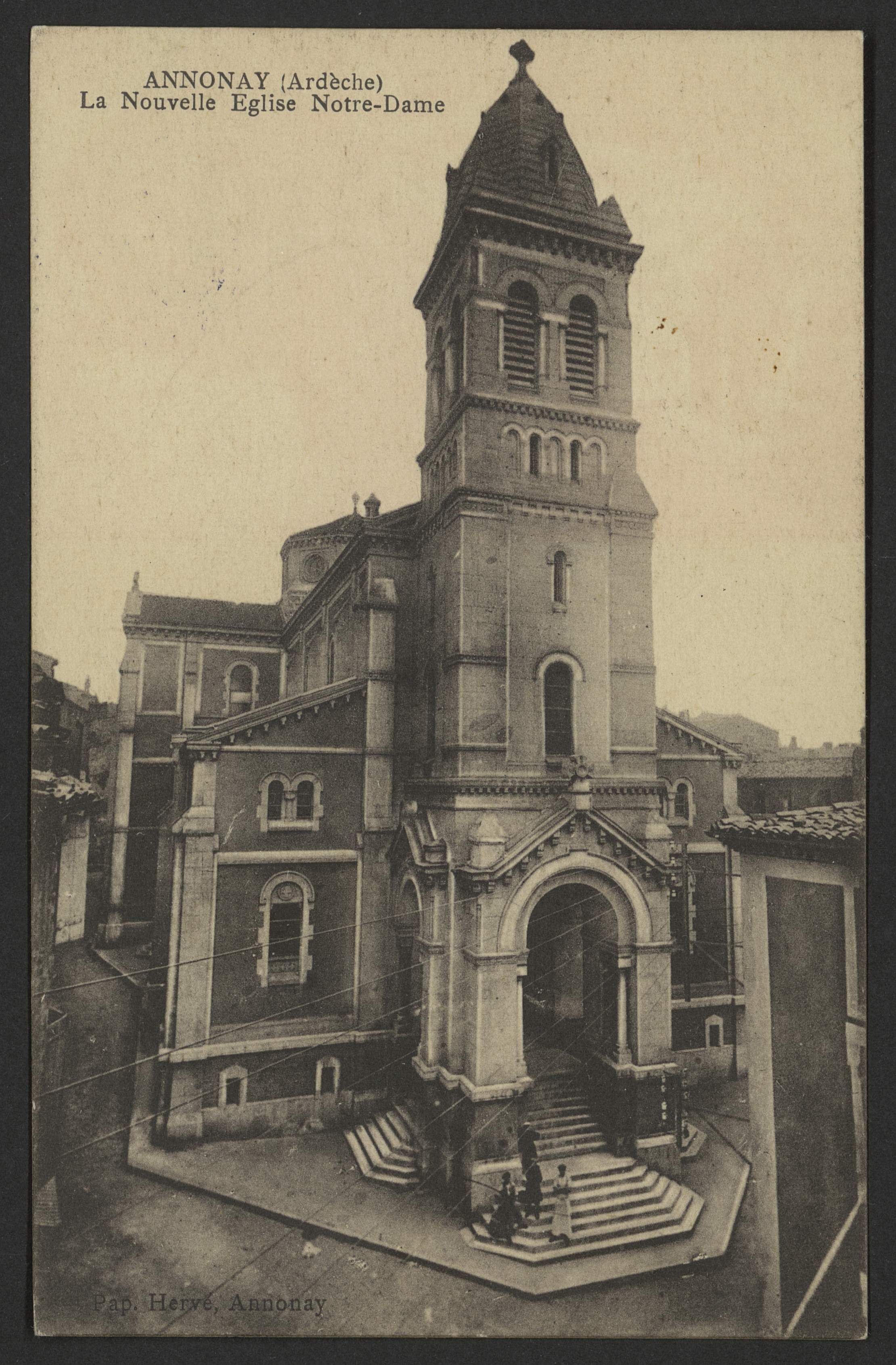
Annonay (Ardèche) la nouvelle église Notre-Dame.

- 584 : Construction d’une église dédiée à Notre-Dame sur l’actuelle place de la Liberté.
- 1243 - 1254 : Cette église devient une collégiale.
- 1562 - 1568 : Destruction de la collégiale (guerres de Religion).
- 1598 - 1609 : Reconstruction…
- 1789 : Révolution…
- 1790 : Construction des voûtes de la nef.
- 1794 : Fermeture de la collégiale. Elle devient une salle de banquets.
- 1801 - 1802 : Réouverture au culte et restauration.
- 1898 : La collégiale est désaffectée. Elle va être remplacée puis démolie pour permettre l’établissement de la gare d’un tramway entre Annonay et Lalouvesc ; tramway qui ne sera jamais construit. Les catholiques annonéens sont opposés à ce projet de transfert.
- 1899 - 1903 : Phase d’étude du projet : réalisation des plans, convention entre la municipalité et la paroisse, montage financier…
- 1904 : Pose de la première pierre de la nouvelle église, place des Forges (29 novembre).
- 1907 : Pose de la croix sommitale du clocher : le gros œuvre est terminé (30 août). Le budget prévu est largement dépassé. Le chantier s’arrête. Entretemps il y a eu la Loi de séparation des Églises et de l'État.
- 1908 - 1911 : Procès entre la ville d’Annonay et les architectes en raison du surcoût de l’église.
- 1912 : Deuxième campagne de travaux : aménagement intérieur conduit par l’architecte annonéen Théodore Joly (Premier semestre). Remise au culte et bénédiction de l’église (28 juillet). Bénédiction des cloches et du grand-orgue (8 septembre).
- 1925 : Pose des premiers vitraux
- 1931 : Construction de la chaire.
- 1932 : Pose des vitraux de la nef.
- 1935 - 1944 : Décoration de l’église (réalisation de peintures marouflées).
- 1954 : Consécration de l’église (24 juin)[1].
- 1965 - 1999 : Modification totale du chœur pour être en accord avec les dispositions prises lors du concile Vatican II.
- 1980 : Classement des orgues « Monuments historiques » (24 novembre).
- 2001 - 2002 : Restauration des structures de l’édifice et de la façade principale.
- 2003 : L’église accueille la célébration d’inauguration de la paroisse catholique Sainte-Claire d’Annonay - Vocance (6 avril).
- 2009 : Spécialisation cultuelle des églises catholiques d’Annonay. Notre-Dame devient un cadre pour les temps forts de la vie catholique locale. L’église accueille aussi des messes dominicales, en semaine et la majeure partie des mariages des catholiques annonéens[2]…
- 2012 : Festivités du centenaire de l’église (8 au 16 septembre).
- 2013 - 2014 : Engagement d'une sérieuse réflexion autour de la rénovation du grand orgue : création d'une commission municipale, projet d'association œcuménique à l'échelle du bassin d'Annonay rassemblant « Les amis des orgues de Notre-Dame, du temple protestant d'Annonay et de la chapelle de Vidalon », visite du président de l'association « Orgue en France », sensibilisation médiatique...
- 2014 : Confirmation de la spécialisation cultuelle de l'église. Entre chaque célébration, l'église est ouverte chaque semaine, pour une visite, un temps de prière[2].
- 2017 : Création de l'association « Renouveau des orgues d'Annonay » dont l'objet premier est « la rénovation et les réparations rendues urgentes par leur état des orgues à tuyaux installés dans les églises Saint-François, Notre-Dame, Saint-Joseph de Cance appartenant à la municipalité d’Annonay et affectées au culte catholique» (20 juin)[3],[4].
- 2018 : Ouverture de l'église intitulée « Porte ouverte à Notre-Dame » dans le cadre de l'exposition « Places aux arts » proposée par le « Collectif centre ancien » en partenariat avec Annonay Rhône Agglo. Visite guidée de l'église et animation musicale. Cette animation à l'échelle du centre historique d'Annonay s'est déroulée à l'occasion des Journées européennes du patrimoine » (septembre).
- 2020 : Ouverture de l'église dans le cadre des Journées européennes du patrimoine » en partenariat avec Annonay Rhône Agglo. Découverte libre de l'édifice et de ses orgues (septembre).
- 2021 : Création de la paroisse « Bienheureux Gabriel Longueville » du Bassin d'Annonay par fusion des paroisses « Sainte-Claire » d’Annonay, de Roiffieux et de La Vocance et « Saint-Christophe lès Annonay » (1er mai)[5].

## Description générale
L’édifice, en forme d’une croix latine, a une surface est de 1 095 m2. Il est de ce fait le plus grand lieu de culte d’Annonay car pouvant accueillir facilement un millier de personnes. La décoration (peintures marouflées, vitraux) rappelle les églises d’Orient. Elle s’inspire des Litanies de la Sainte Vierge, de la Bible, de vies de saints, de l’histoire d’Annonay... Cinq peintres y ont travaillé : Luquet de Saint-Germain, Barbier, Rolland, Dejean et Bazin. L’entreprise annonéenne Mella a réalisé le reste de la décoration (fausses pierres des piliers, motifs des murs du transept, etc.)…
Lors de la construction de l’église au début du XXe siècle, les responsables ont dû faire des choix en matière d’équipement intérieur : soit transférer l’ensemble du « mobilier » de la collégiale, soit « meubler à neuf » la nouvelle église. Un compromis a été trouvé, des éléments ont été conservés, ont parfois été modifiés ou ont changé un peu d’affectation et d’autres sont venus s’ajouter.

## Vocable

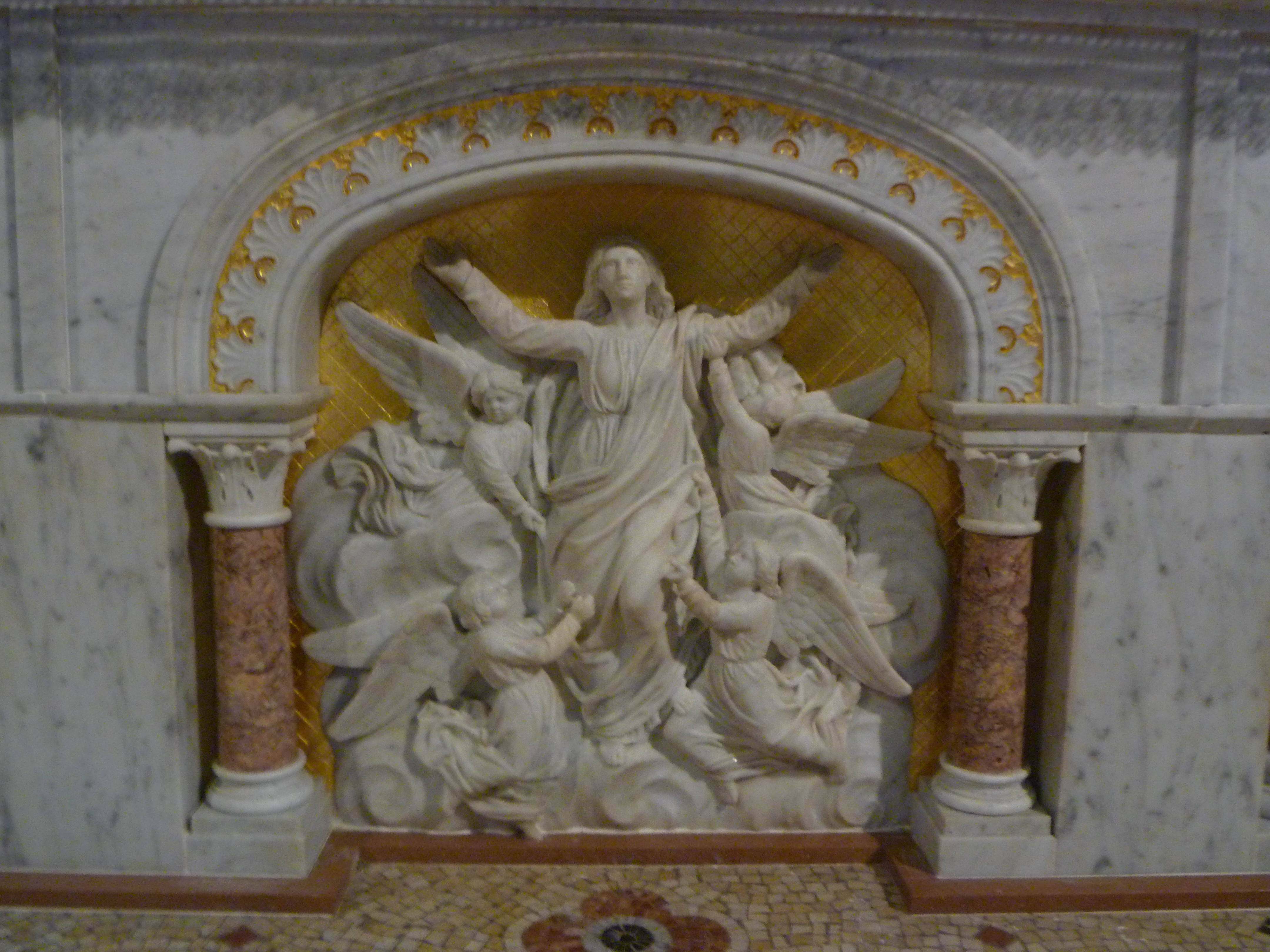
Bas relief de l'autel majeur : "L’Assomption" (auteur : Baussan & Bouvas, Bourg-Saint-Andéol ; 1895)

Notre-Dame de l’Assomption est la patronne de la première église construite à Annonay et reconstruite depuis.

## Objets classés
La base Palissy recense plusieurs objets de l'église :
- des bustes reliquaires[7],[8],
- des statuettes d'anges[9],[10],

et les deux orgues dont les caractéristiques sont développées dans une partie de cet article.

## Visite de l'édifice

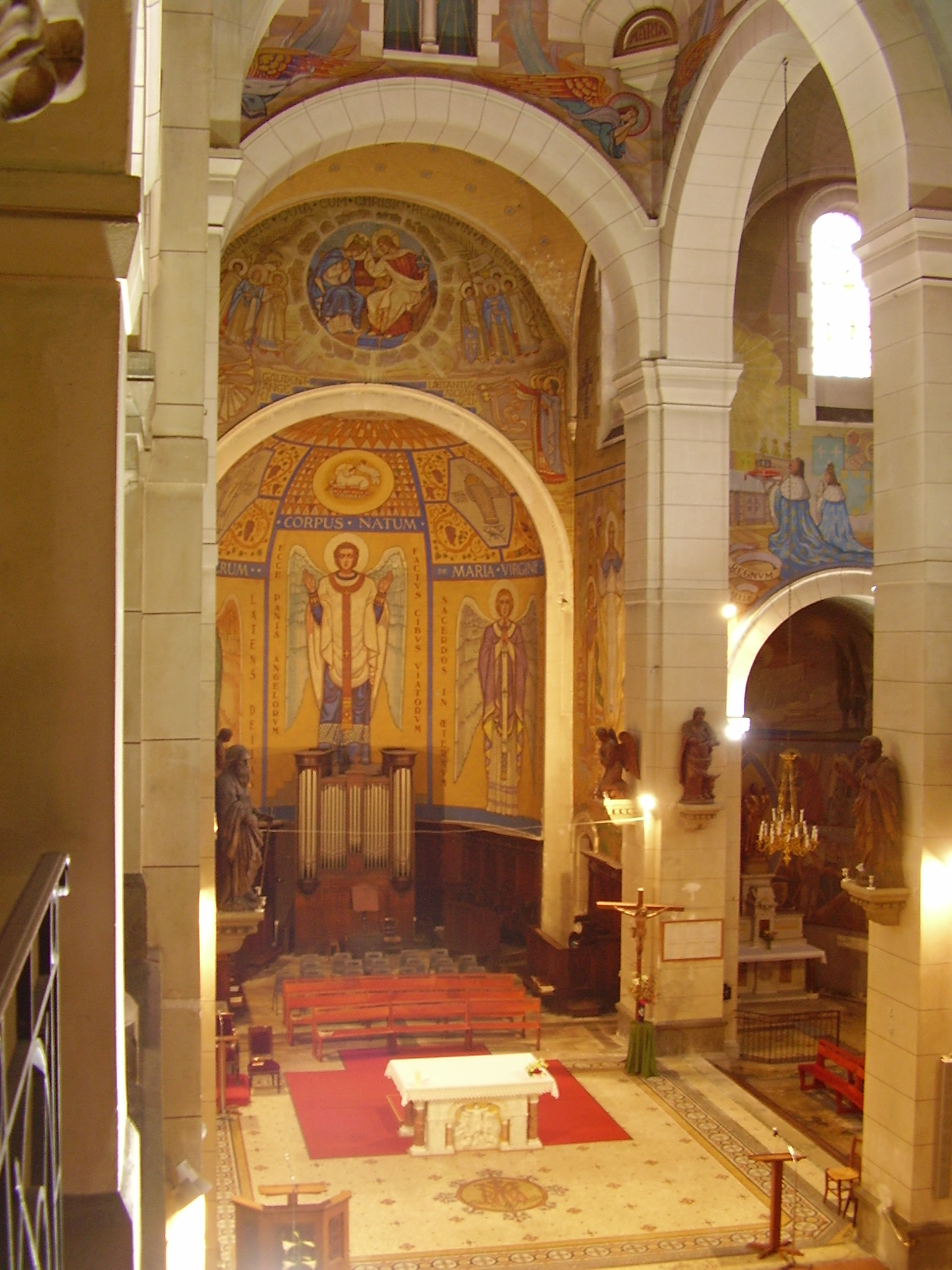
Annonay, intérieur de l'église Notre-Dame.

### Le sanctuaire
Plusieurs éléments aux fonctions liturgiques précises prennent place au niveau de la croisée du transept :
- Le siège de présidence provenant de la collégiale.
- Le Christ en croix présent en ce lieu, datant de l’après Concile Vatican II (1962 - 1965).
- L’ambon  est la partie basse de l’ancienne chaire (la "cuve"). Il est décoré par un bas-relief.
- L’autel  en marbre blanc, bordeaux et construit pour la collégiale en 1895, a ses quatre faces sculptées.

Le tabernacle se trouve quant à lui dans la chapelle mariale.

### Bénitiers
Les bénitiers, placés près du portail principal et l’eau qu’ils contiennent, rappellent que l’entrée dans l’Église s’accomplit par le baptême. À Notre-Dame, ce sont deux grandes coquilles rapportées des Indes orientales par les frères Charles, Augustin et Louis Monneron, négociants, à l’époque de la Malle des Indes (XVIIIe siècle)

### Vitraux
Dans la nef, s’ouvrent de grandes fenêtres, ornées de verrières signées du Grenoblois Bessac. Elles figurent : Les dévotions mariales et Les trois grands pèlerinages mariaux fréquentés par les catholiques annonéens.
Dans les bras du transept, les vitraux signés par le verrier lyonnais Campagne célèbrent aussi Marie. Les rosaces : Marie, entourée des prophètes, nous porte tous dans son cœur et Marie, entourée de deux anges, implore et intercède pour nous sont entourées par douze fenêtres chacune représentant Marie à travers les Litanies de la Sainte Vierge. Les verrières des petites fenêtres représentent sa vie et les grandes fêtes mariales.
Les vitraux des bas-côtés (signés aussi Campagne) rappellent La vie du Christ en y rattachant le souvenir de Marie.
Du même auteur, s'ajoutent six portraits en pied de saints ayant donné des vocables à des lieux, des édifices d'Annonay comme sainte Claire ou saint François d'Assise.

### Sculptures

#### Statues
Plusieurs statues décorent l'église :
- Une Vierge à l’Enfant que certains nomment parfois « Notre-Dame d’Annonay », impressionnante par sa beauté et sa taille, elle date du tout début XIXe siècle ;
- Les quatre Évangélistes, datant du premier quart du XIXe siècle ;
- Saint Pierre, Saint Paul et deux anges adorateurs datant des années 1830 - 1840 ;
- Jésus recevant le baptême des mains de Jean-Baptiste (groupe sculpté des fonts baptismaux).

Ces éléments proviennent de la collégiale.
Ensuite se trouvent les statues de :
- Notre-Dame de Lourdes,
- Notre-Dame de La Salette.

Elles encadrent le portail principal.
Enfin nous trouvons les statues suivantes :
- Le Sacré-Cœur ;
- Sainte Thérèse de l’Enfant-Jésus ;
- Saint François d’Assise ;
- Saint Antoine de Padoue ;
- Sainte Jeanne d’Arc, œuvre des statuaires Estour et Cazes et décorant le monument aux morts (première moitié du XXe siècle) ;
- Saint Jean-Marie Vianney, curé d’Ars ;
- Saint Jean-François Régis ;
- Saint Joseph, décorant la chapelle dite Chapelle du Travail (aménagée au milieu du XXe siècle) ;
- La Mère et l’Enfant dans la chapelle d’hiver (fin XXe siècle).

#### Bas-reliefs
Les faces de l'autel majeur sont sculptées. La face principale tournée vers la nef représente L’Assomption de Marie, les faces latérales : Saint Pierre et Saint Paul.
Sur les piliers soutenant la tour-lanterne se trouvent des hauts-reliefs représentant Les douze Apôtres.

### Peintures murales et tableaux

#### Peintures murales
Les peintures murales célèbrent Marie suivant différents thèmes :
- Œuvre de Luquet de Saint-Germain :
  - "Les origines d’Annonay et l’ancienneté de la dévotion envers Marie" (chapelle de la Saint-Vierge).
- Œuvres signées Barbier et Rolland :
  - "La Dormition entourée des apôtres", "L'Assomption" et "Le couronnement de la Vierge comme Reine du Ciel et de la Terre" (chœur) ;
  - "Les mystères de l’Eucharistie" (abside) ;
  - "La chapelle du Travail" (chapelle de saint Joseph). Une partie de la peinture représente sur un fond rappelant les rives de la Deûme et de la Cance des hommes évoquant les industries annonéennes du XXe siècle (tanneurs, papetiers, constructions mécaniques...).
- Œuvres signées Dejean et Bazin :
  - "La royauté mariale proclamée dans les Litanies de la Sainte Vierge" (nef) ;
  - "Les dévotions mariales à travers les siècles" (transept). NB :  au sein de cette composition dans le transept côté est se trouve la trace encore visible d'un portrait du maréchal Pétain commandé par le curé Clovis Armand et effacé peu de temps après sa réalisation car refusé par l'intéressé ;
  - "Les rives du Jourdain" (baptistère) ;
  - "La venue de l'Esprit-Saint" (tour lanterne) ;
  - "Anne, épouse, mère et grand-mère" (décoration de l’autel de sainte Anne).

#### Tableaux

##### Chemin de croix
Le chemin de croix (début ou milieu XIXe siècle), série de quatorze huiles sur toile, rappelle différents épisodes du premier vendredi saint : la Passion du Christ.

##### Autres tableaux
Le patrimoine iconographique comprend encore des portraits de saints et quatre toiles majeures :
- L'Adoration des bergers attribuée peut-être à François Guy (quatrième quart du XVIIe siècle ?),
- La Multiplication des pains ? (auteur inconnu et période incertaine),
- Procession de la Fête-Dieu ou du Saint-Sacrement (auteur et période incertaine, peut-être seconde moitié du XVIIe siècle).
- La Sainte Cène, provenant du couvent des célestins de Colombier-le-Cardinal.

### Mosaïque
La mosaïque devant l'autel majeur représente le nom de Marie. Elle l'œuvre du Stéphanois Moïse Lénardon.

### Orgues

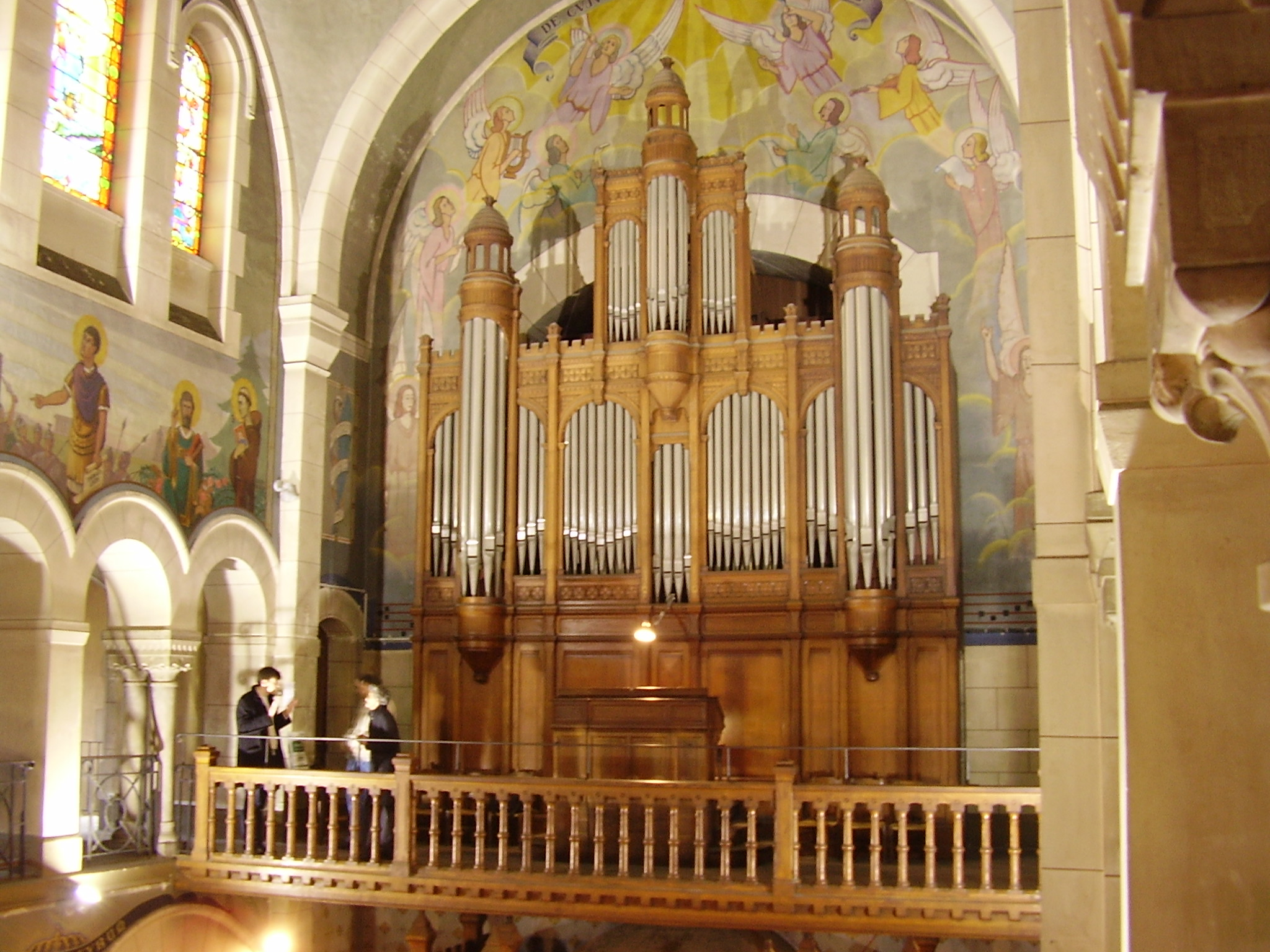
Annonay, grand orgue de l'église Notre-Dame

Le grand-orgue en tribune est l'œuvre d'Aristide Cavaillé-Coll (1811 - 1899). Inauguré en 1881, il s’agit d’un modèle ayant figuré à l’Exposition Universelle de Paris de 1878. Lors de son transfert en 1912 dans l’église actuelle, son buffet est refait à neuf en cyprès d’Amérique afin de l’harmoniser avec les lignes romanes de l’église et surtout de pouvoir introduire les grands jeux de 16 pieds qui ont été ajoutés.
Depuis le transfert de l’instrument, la maison Michel Merklin & Kuhn est intervenue deux fois (1932 et 1963) modifiant parfois l’harmonie originelle. Michel Jouve, facteur d’orgue jurassien, est intervenu en 1976. C’était les derniers grands travaux sur cet instrument de musique. Sa console, indépendante et retournée face à la nef, comporte deux claviers manuels (grand-orgue : 8 jeux, récit expressif : 9 jeux) et un pédalier (7 jeux).
L’orgue de chœur a été construit pour la collégiale en 1848 par la maison Ducroquet, facteur d’orgues à Paris. Michel Jouve, facteur d’orgue jurassien, travaille en 1976 sur cet instrument. Une rénovation partielle est intervenue en 2006. La console de cet instrument, dite en fenêtre, comporte un seul clavier manuel (grand-orgue, 6 jeux) et un pédalier à la française.
La partie instrumentale de ces deux instruments est classée « Monument historique »,,.

### Cloches
Le clocher abrite cinq cloches, bénites le 8 septembre 1912 :
- Régis, donne un DO grave, pèse 2 158 kg et son diamètre est de 1,52 m. Il porte en effigies : Le Christ, La Vierge, Saint Régis, Saint Pie X, Saint Louis, Les armes de Mgr Bonnet.
- Marie-Cécile donne un FA. Elle pèse 800 kg, son diamètre est de 1,10 m. Ses effigies : Le Christ, La Vierge, Sainte Cécile, Les armes de la ville d’Annonay.
- Sophie, la troisième donne un SOL. Elle pèse 600 kg. Son diamètre est de 0,98 m. Elle porte en effigies : Le Christ, Le Sacré-Cœur, Sainte Sophie, Les armes du Pape.
- Augustine donne un LA, pèse 420 kg, son diamètre est de 0,88 m. Ses effigies sont Le Christ, La Foi, L’Espérance, La Charité, Saint Augustin, Les armes de Mgr Bonnet.
- Marie donne un DO. Elle pèse 230 kg, son diamètre est de 0,73 m. Elle porte en effigies : Le Christ, La Sainte Vierge, Saint Michel, Sainte Jeanne d’Arc.

## Chronologie des curés

### 584? – 1971
Un curé et des vicaires ont la charge de la paroisse dont le territoire correspond à la ville (584 ? - 1859) puis au quartier (1859 - 1971).

### 1971 – 2003
Une équipe presbytérale dont les membres sont « curés in solidum » (responsables solidairement) a la charge de l’ensemble des paroisses catholiques d’Annonay, de Roiffieux et de Vidalon.

### 2003 – 2021
Avec la création de la paroisse Sainte-Claire dont le territoire comprend Annonay, Roiffieux et la vallée de La Vocance, une Équipe d’Animation Pastorale (E.A.P.) composée de laïcs en mission et de prêtres nommés « curés in solidum » à la charge de la paroisse nouvelle.

### Depuis 2021
Avec la création de la paroisse « Bienheureux Gabriel Longueville » dont le territoire correspond au bassin de vie d'Annonay, une Équipe d’Animation Pastorale (E.A.P.) présidée par un prêtre nommé « curé » à la charge de la paroisse nouvelle.